# مشاة بحرية جمهورية كوريا
مشاة البحرية لجمهورية كوريا (بالكورية: 대한민국 해병대)‏، المعروف أيضًا باسم سلاح مشاة البحرية أو مشاة البحرية ROK، هو سلاح مشاة البحرية الرئيسي لكوريا الجنوبية. تعد سلاح مشاة البحرية فرع من القوات البحرية لجمهورية كوريا ومسؤولة عن العمليات البرمائية، وتعمل أيضًا كقوة تدخل سريع وقوة احتياط إستراتيجية.

## وصلات خارجية
- الموقع الرسمي بالكورية